# 1802 en Italie
Chronologie de l'Italie
- 1798
- 1799
- 1800
- 1801
- 1802
- 1803
- 1804
- 1805
- 1806

## Événements

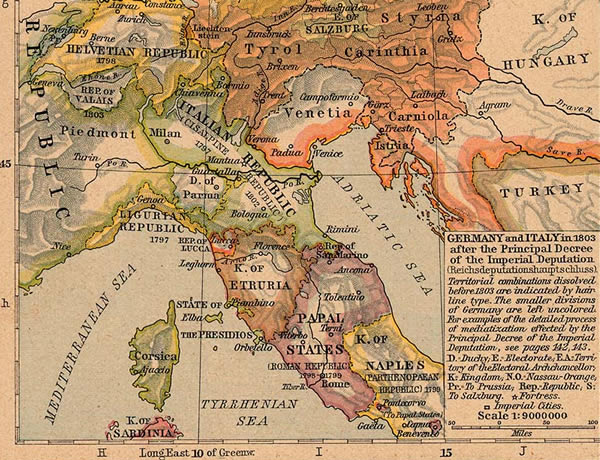
L'Italie après la création de la République italienne

- 25 janvier : la République cisalpine devient la République italienne d'obédience française (fin en 1804)[1], et reçoit à la consulte de Lyon une constitution centralisée de type an VIII. Les populations ne sont pas consultées. La République contribue à l’entretien des troupes françaises stationnées sur son sol. Elle est contrainte d’abandonner les mesures anticléricales précédemment prises et soumises à une Constitution conservatrice favorisant la propriété de la terre. Melzi d'Eril devient vice-président du nouvel État. Il met en place certaines réformes et réussit à éliminer la criminalité et le brigandage par la création d’un tribunal spécial et de la gendarmerie. L'égalité civique dans la République italienne favorise les propriétaires terriens, qui rachètent les biens nationaux vendus dans le but de réduire le déficit public. Le système fiscal est restructuré : l'impôt sur les terres reste lourd et les tarifs douaniers sont conçus pour l'exportation de produits agricoles et l'importation de produits manufacturés.
- 25 mars : la paix d'Amiens est conclue (signée le 27 mars[2]). Elle met fin à la Deuxième Coalition (Royaume-Uni, Russie, Turquie) contre la France[3],[4]. Elle confirme le traité de Campoformio. À la suite de cet accord, les troupes françaises doivent évacuer le royaume de Naples et le royaume d'Étrurie est créé, concédé au gendre de Charles IV d'Espagne, un Bourbon de Parme.
- 26 août (8 Fructidor an X) : senatus-consulte rattachant l'île d'Elbe à la France[5]. L'île a un député au Corps législatif, ce qui porte les membres de ce corps à 301[6].

- 26 août (8 Fructidor an X) : senatus-consulte rattachant l'île d'Elbe à la France[5]. L'île a un député au Corps législatif, ce qui porte les membres de ce corps à 301[6].

- 11 septembre : le Piémont est rattaché à la France[7].

- 9 octobre : mort de Ferdinand Ier. Le duché de Parme est rattaché à la France[8].

## Culture

### Opéras créés en 1802
- 3 février : Amore aguzza l'ingegno, opéra (farsa giocosa) en 1 acte de Valentino Fioravanti, livret de Giuseppe Maria Foppa, créé au Teatro San Moisè de Venise
- 2 octobre : La capricciosa pentita, opéra (farsa giocosa) en 2 actes de Valentino Fioravanti, livret de Luigi Romanelli créé au Teatro alla Scala de Milan
- Automne : La trasformazione immaginaria, opera buffa en 2 actes de Valentino Fioravanti, livret de Domenico Mantile, créé au Teatro degli arti de  Turin

## Naissances en 1802
- 17 février : Lodovico Lipparini, peintre.. († 19 mars 1856)
- 31 mai : Cesare Pugni, compositeur de ballets, pour les chorégraphes les plus en vue de son temps, à la Scala de Milan, à l'Opéra de Paris, au Her Majesty's Theatre de Londres, et au Théâtre Mariinsky de Saint-Pétersbourg. († 29 janvier 1870).
- 9 octobre : Niccolò Tommaseo, linguiste, écrivain et patriote. († 1er mai 1874)
- 7 novembre : Marianna Bottini, compositrice et professeur de harpe. († 25 janvier 1858).
- 21 décembre : Francesco Lucca, éditeur d'ouvrages musicaux, fondateur de la Casa musicale Lucca. († 20 novembre 1872).

## Décès en 1802
- 2 juin : Gaetano Gandolfi, 67 ans, peintre italien rococo de l'école bolonaise. (° 31 août 1734)
- 28 juillet : Giuseppe Sarti, 72 ans, compositeur, auteur de nombreux opéras, n'est aujourd'hui connu que grâce à l'allusion à l'air de son opéra Fra i due litiganti, « Come un'agnello », que Mozart a cité lors de la scène finale de Don Giovanni. (° 1er décembre 1729).